# Andrei Nikolajewitsch Troschew

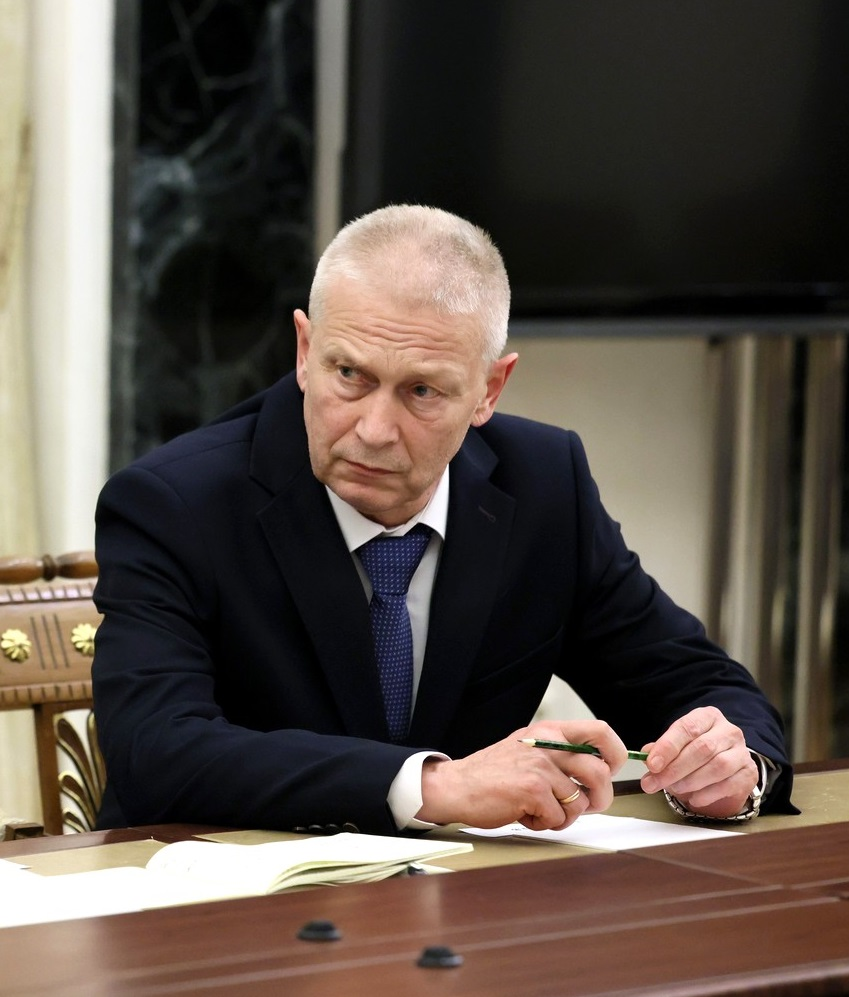
Andrei Nikolajewitsch Troschew, 2023

Andrei „Sedoi“ Nikolajewitsch Troschew (russisch Андрей Николаевич Трошев; * 5. April 1962 in Leningrad, Sowjetunion) ist ein pensionierter Oberst, ehemaliger Agent des Innenministeriums und Veteran des sowjetisch-afghanischen Krieges, des zweiten Tschetschenienkrieges und der russischen Militärintervention im syrischen Bürgerkrieg. Für seine Verdienste wurde er mit dem Heldentitel der Russischen Föderation ausgezeichnet, dem höchsten Ehrentitel in Russland. Am 14. Juli 2023 kündigte Wladimir Putin an, er wolle, dass Troschew Jewgeni Prigoschin als Leiter der Wagner-Gruppe ablöst, nachdem Prigoschin im Monat zuvor rebelliert hatte. Am 29. September 2023 wurde er nach einem Treffen mit Wladimir Putin mit der Überwachung der Freiwilligeneinheiten in der Ukraine beauftragt.

## Leben
Andrei Troschew wurde am 5. April 1962 in Leningrad (heute Sankt Petersburg) geboren. Er hatte eine militärische Karriere in der Sowjetunion und später in Russland, einschließlich seines Einsatzes in Afghanistan und im Zweiten Tschetschenienkrieg. Nach dem Ende seiner Militärzeit trat er in den Polizeidienst ein, wo er einer Sondereinheit angehörte. Aus dieser wurde er 2012 entlassen. Er hatte zu dieser Zeit mit schweren Alkoholproblemen zu kämpfen. Dies könnte laut Denis Korotkov vom Dossier Center Ursache seiner Entlassung gewesen sein. Nach seinem Ruhestand engagierte er sich in Syrien und hatte Verbindungen zur Wagner-Gruppe, die das Assad-Regime unterstützte. Troschew wurde in Sanktionslisten der EU und Großbritanniens aufgeführt. Er ist derzeit sozial aktiv und Vorsitzender einer Veteranenorganisation.